# Rhytidanthera mellifera
Rhytidanthera mellifera är en tvåhjärtbladig växtart som beskrevs av Richard Evans Schultes. Rhytidanthera mellifera ingår i släktet Rhytidanthera och familjen Ochnaceae. Inga underarter finns listade i Catalogue of Life.